# Brachionidium restrepioides
Brachionidium restrepioides är en orkidéart som först beskrevs av Frederico Carlos Hoehne, och fick sitt nu gällande namn av Guido Frederico João Pabst. Brachionidium restrepioides ingår i släktet Brachionidium och familjen orkidéer. Inga underarter finns listade i Catalogue of Life.